# Polesie Wołyńskie
Polesie Wołyńskie (845.3) – makroregion fizycznogeograficzny, lekko pofalowana równina między Polesiem Zachodnim na północy, Wyżyną Lubelską na zachodzie i południu oraz Wyżyną Zachodniowołyńską na południowym wschodzie. Obszar ten jest regionem o cechach przejściowych. Wśród równin wznoszą się garby zbudowane z margli kredowych i piaskowców trzeciorzędowych, często o znacznych wysokościach (najwyższe między Rejowcem Fabrycznym a Chełmem, 240-260 m).
W granicach Polski wyróżnia się na Polesiu Wołyńskim 3 mniejsze jednostki fizycznogeograficzne: Obniżenie Dorohuckie i Obniżenie Dubieńskie oraz Pagóry Chełmskie. Na tym obszarze istnieją 3 parki krajobrazowe i 12 rezerwatów przyrody.